# Liste der Nummer-eins-Hits in den britischen Charts (2025)
Dies ist eine Liste der Nummer-eins-Hits in den britischen Charts im Jahr 2025. Sie basiert auf den Official Singles Chart Top 100 und den Albums Chart Top 100, die von der Official Charts Company ermittelt werden.
Die britischen Charts werden unmittelbar nach Ende der Verkaufswoche veröffentlicht und gelten für die der Verkaufswoche folgende Woche. Ausgabedatum ist der letzte Tag der Woche, also der Donnerstag eine Woche nach Ende der Verkaufswoche.

## Singles
| ← 2024 ← | Liste der Nummer-eins-Hits in den britischen Charts | Liste der Nummer-eins-Hits in den britischen Charts | Liste der Nummer-eins-Hits in den britischen Charts |                           |
| \| Zeitraum \| Wo. ges. \| Interpret \| Titel Autor(en) \| Zusätzliche Informationen \| \| (Zeitraum, Wochen auf Platz eins, Interpret, Titel, Autor[en], zusätzliche Informationen) \| \| \| \| \| \| ----------------------------------------------------------------------------------------- \| -------- \| ----------------------------------------- \| -------------------------------------------------------------------------------------------------------------------------------------------------------- \| ------------------------- \| \| 13. Dezember 2024 – 2. Januar 2025 3 Wochen (insgesamt 10) \| 10 \| Wham! \| Last Christmas George Michael \| – \| \| 3. Januar 2025 – 23. Januar 2025 3 Wochen (insgesamt 8) \| 8 \| Gracie Abrams \| That’s So True Gracie Madigan Abrams, Audrey Hobert \| – \| \| 24. Januar 2025 – 20. Februar 2025 4 Wochen \| 4 \| Lola Young \| Messy Lola Emily Mary Young, Conor Luke Dickinson \| – \| \| 21. Februar 2025 – 6. März 2025 2 Wochen \| 2 \| Kendrick Lamar \| Not Like Us Raymond Charles Robinson, Sean Aaron Momberger, Kendrick Lamar Duckworth, Dijon Isaiah McFarlane \| – \| \| 7. März 2025 – 20. März 2025 2 Wochen \| 2 \| Chappell Roan \| Pink Pony Club Kayleigh Rose Amstutz, Daniel Leonard Nigro \| – \| \| 21. März 2025 – 12. Juni 2025 12 Wochen (insgesamt 13) \| 13 \| Alex Warren \| Ordinary Alexander Warren Hughes, Adam Yaron, Caleb Shapiro, Margaret Elizabeth Chapman \| – \| \| 13. Juni 2025 – 19. Juni 2025 1 Woche (insgesamt 2) \| 2 \| Sabrina Carpenter \| Manchild Amy Rose Allen, Jack Michael Antonoff, Sabrina Annlynn Carpenter \| – \| \| 20. Juni 2025 – 26. Juni 2025 1 Woche (insgesamt 13) \| 13 \| Alex Warren \| Ordinary Alexander Warren Hughes, Adam Yaron, Caleb Shapiro, Margaret Elizabeth Chapman \| – \| \| 27. Juni 2025 – 3. Juli 2025 1 Woche (insgesamt 2) \| 2 \| Sabrina Carpenter \| Manchild Amy Rose Allen, Jack Michael Antonoff, Sabrina Annlynn Carpenter \| – \| \| 4. Juli 2025 – 10. Juli 2025 1 Woche \| 1 \| Lewis Capaldi \| Survive Lewis Marc Capaldi, Samuel Elliot Roman \| – \| \| 11. Juli 2025 – 24. Juli 2025 2 Wochen \| 2 \| MK feat. Chrystal \| Dior Chrystal Jade Ruby Opal Orchard, Emily Claudia Nash, Jacob Oliver Manson, Marc Kinchen \| – \| \| 25. Juli 2025 – 31. Juli 2025 1 Woche \| 1 \| Justin Bieber \| Daisies Carter Lang, Daniel Chetrit, Dijon Duenas, Dylan Patrice Wiggins, Eddie Benjamin, Justin Drew Bieber, Michael Gordon, Tobias MacDonald Jesso Jr. \| – \| \| 1. August 2025 – 7. August 2025 1 Woche (insgesamt 2) \| 2 \| Huntr/x feat. Ejae, Audrey Nuna & Rei Ami \| Golden Kim Eun-jae, Mark Sonnenblick \| – \| \| 8. August 2025 – 14. August 2025 1 Woche \| 1 \| Chappell Roan \| The Subway Daniel Leonard Nigro, Kayleigh Rose Amstutz \| – \| \| 15. August 2025 – 21. August 2025 1 Woche (insgesamt 2) \| 2 \| Huntr/x feat. Ejae, Audrey Nuna & Rei Ami \| Golden Kim Eun-jae, Mark Sonnenblick \| – \| |                                                     |                                                     | |                           |
| ← 2024 |                                                     |                                                     | |                           |
| Zeitraum | Wo. ges.                                            | Interpret                                           | Titel Autor(en) | Zusätzliche Informationen |
| (Zeitraum, Wochen auf Platz eins, Interpret, Titel, Autor[en], zusätzliche Informationen) |                                                     |                                                     | |                           |
| 13. Dezember 2024 – 2. Januar 2025 3 Wochen (insgesamt 10) | 10                                                  | Wham!                                               | Last Christmas George Michael | –                         |
| 3. Januar 2025 – 23. Januar 2025 3 Wochen (insgesamt 8) | 8                                                   | Gracie Abrams                                       | That’s So True Gracie Madigan Abrams, Audrey Hobert | –                         |
| 24. Januar 2025 – 20. Februar 2025 4 Wochen | 4                                                   | Lola Young                                          | Messy Lola Emily Mary Young, Conor Luke Dickinson | –                         |
| 21. Februar 2025 – 6. März 2025 2 Wochen | 2                                                   | Kendrick Lamar                                      | Not Like Us Raymond Charles Robinson, Sean Aaron Momberger, Kendrick Lamar Duckworth, Dijon Isaiah McFarlane                                             | –                         |
| 7. März 2025 – 20. März 2025 2 Wochen | 2                                                   | Chappell Roan                                       | Pink Pony Club Kayleigh Rose Amstutz, Daniel Leonard Nigro                                                                                               | –                         |
| 21. März 2025 – 12. Juni 2025 12 Wochen (insgesamt 13) | 13                                                  | Alex Warren                                         | Ordinary Alexander Warren Hughes, Adam Yaron, Caleb Shapiro, Margaret Elizabeth Chapman                                                                  | –                         |
| 13. Juni 2025 – 19. Juni 2025 1 Woche (insgesamt 2) | 2                                                   | Sabrina Carpenter                                   | Manchild Amy Rose Allen, Jack Michael Antonoff, Sabrina Annlynn Carpenter                                                                                | –                         |
| 20. Juni 2025 – 26. Juni 2025 1 Woche (insgesamt 13) | 13                                                  | Alex Warren                                         | Ordinary Alexander Warren Hughes, Adam Yaron, Caleb Shapiro, Margaret Elizabeth Chapman                                                                  | –                         |
| 27. Juni 2025 – 3. Juli 2025 1 Woche (insgesamt 2) | 2                                                   | Sabrina Carpenter                                   | Manchild Amy Rose Allen, Jack Michael Antonoff, Sabrina Annlynn Carpenter                                                                                | –                         |
| 4. Juli 2025 – 10. Juli 2025 1 Woche | 1                                                   | Lewis Capaldi                                       | Survive Lewis Marc Capaldi, Samuel Elliot Roman | –                         |
| 11. Juli 2025 – 24. Juli 2025 2 Wochen | 2                                                   | MK feat. Chrystal                                   | Dior Chrystal Jade Ruby Opal Orchard, Emily Claudia Nash, Jacob Oliver Manson, Marc Kinchen                                                              | –                         |
| 25. Juli 2025 – 31. Juli 2025 1 Woche | 1                                                   | Justin Bieber                                       | Daisies Carter Lang, Daniel Chetrit, Dijon Duenas, Dylan Patrice Wiggins, Eddie Benjamin, Justin Drew Bieber, Michael Gordon, Tobias MacDonald Jesso Jr. | –                         |
| 1. August 2025 – 7. August 2025 1 Woche (insgesamt 2) | 2                                                   | Huntr/x feat. Ejae, Audrey Nuna & Rei Ami           | Golden Kim Eun-jae, Mark Sonnenblick | –                         |
| 8. August 2025 – 14. August 2025 1 Woche | 1                                                   | Chappell Roan                                       | The Subway Daniel Leonard Nigro, Kayleigh Rose Amstutz                                                                                                   | –                         |
| 15. August 2025 – 21. August 2025 1 Woche (insgesamt 2) | 2                                                   | Huntr/x feat. Ejae, Audrey Nuna & Rei Ami           | Golden Kim Eun-jae, Mark Sonnenblick | –                         |

## Alben
| ← 2024 ← | Liste der Nummer-eins-Hits in den britischen Charts | Liste der Nummer-eins-Hits in den britischen Charts | Liste der Nummer-eins-Hits in den britischen Charts | |
| \| Zeitraum \| Wo. ges. \| Interpret \| Titel \| Zusätzliche Informationen \| \| (Zeitraum, Wochen auf Platz eins, Interpret, Titel, zusätzliche Informationen) \| \| \| \| \| \| ------------------------------------------------------------------------------ \| -------- \| --------------------------- \| ----------------------------------------------- \| ------------------------------------------------------------------------------------------------------------------------------------------------------- \| \| 27. Dezember 2024 – 2. Januar 2025 1 Woche (insgesamt 7) \| 7 \| Michael Bublé \| Christmas \| – \| \| 3. Januar 2025 – 9. Januar 2025 1 Woche (insgesamt 2) \| 2 \| Ed Sheeran \| +−=÷× (Tour Collection) \| – \| \| 10. Januar 2025 – 16. Januar 2025 1 Woche \| 1 \| Elton John \| Diamonds \| – \| \| 17. Januar 2025 – 23. Januar 2025 1 Woche (insgesamt 2) \| 2 \| Chappell Roan \| The Rise and Fall of a Midwest Princess \| – \| \| 24. Januar 2025 – 30. Januar 2025 1 Woche \| 1 \| Robbie Williams \| Better Man (Original Motion Picture Soundtrack) \| – \| \| 31. Januar 2025 – 6. Februar 2025 1 Woche \| 1 \| Central Cee \| Can’t Rush Greatness \| – \| \| 7. Februar 2025 – 13. Februar 2025 1 Woche \| 1 \| The Weeknd \| Hurry Up Tomorrow \| – \| \| 14. Februar 2025 – 20. Februar 2025 1 Woche \| 1 \| Taylor Swift \| Lover (Live from Paris) \| – \| \| 21. Februar 2025 – 27. Februar 2025 1 Woche (insgesamt 5) \| 5 \| Sabrina Carpenter \| Short n’ Sweet \| – \| \| 28. Februar 2025 – 6. März 2025 1 Woche \| 1 \| Sam Fender \| People Watching \| – \| \| 7. März 2025 – 13. März 2025 1 Woche (insgesamt 5) \| 5 \| Sabrina Carpenter \| Short n’ Sweet \| – \| \| 14. März 2025 – 20. März 2025 1 Woche \| 1 \| Lady Gaga \| Mayhem \| – \| \| 21. März 2025 – 27. März 2025 1 Woche \| 1 \| Playboi Carti \| Music \| – \| \| 28. März 2025 – 3. April 2025 1 Woche \| 1 \| The Lottery Winners \| Koko \| – \| \| 4. April 2025 – 10. April 2025 1 Woche \| 1 \| Mumford & Sons \| Rushmere \| – \| \| 11. April 2025 – 17. April 2025 1 Woche \| 1 \| Brandi Carlile & Elton John \| Who Believes in Angels? \| – \| \| 18. April 2025 – 24. April 2025 1 Woche \| 1 \| Those Damn Crows \| God Shaped Hole \| – \| \| 25. April 2025 – 1. Mai 2025 1 Woche (insgesamt 11) \| 11 \| Taylor Swift \| The Tortured Poets Department \| – \| \| 2. Mai 2025 – 8. Mai 2025 1 Woche \| 1 \| Stereophonics \| Make ’Em Laugh, Make ’Em Cry, Make ’Em Wait \| – \| \| 9. Mai 2025 – 15. Mai 2025 1 Woche \| 1 \| Pink Floyd \| Pink Floyd at Pompeii – MCMLXXII \| – \| \| 16. Mai 2025 – 22. Mai 2025 1 Woche \| 1 \| Sleep Token \| Even in Arcadia \| – \| \| 23. Mai 2025 – 29. Mai 2025 1 Woche \| 1 \| Morgan Wallen \| I’m the Problem \| – \| \| 30. Mai 2025 – 5. Juni 2025 1 Woche (insgesamt 5) \| 5 \| Sabrina Carpenter \| Short n’ Sweet \| – \| \| 6. Juni 2025 – 12. Juni 2025 1 Woche (insgesamt 2) \| 2 \| Ed Sheeran \| +−=÷× (Tour Collection) \| – \| \| 13. Juni 2025 – 19. Juni 2025 1 Woche \| 1 \| Pulp \| More \| – \| \| 20. Juni 2025 – 26. Juni 2025 1 Woche \| 1 \| James Marriott \| Don’t Tell the Dog \| – \| \| 27. Juni 2025 – 3. Juli 2025 1 Woche \| 1 \| Yungblud \| Idols \| – \| \| 4. Juli 2025 – 10. Juli 2025 1 Woche \| 1 \| Lorde \| Virgin \| – \| \| 11. Juli 2025 – 17. Juli 2025 1 Woche (insgesamt 3) \| 3 \| Oasis \| Time Flies … 1994–2009 \| Das letzte Best-of-Album des Brüderduos kehrt nach 15 Jahren an die Spitze zurück, nachdem die Gallaghers ihr Wiedervereinigungskonzert gespielt haben. \| \| 18. Juli 2025 – 24. Juli 2025 1 Woche \| 1 \| Wet Leg \| Moisturizer \| – \| \| 25. Juli 2025 – 31. Juli 2025 1 Woche \| 1 \| Alex Warren \| You’ll Be Alright Kid (Chapter 1) \| – \| \| 1. August 2025 – 7. August 2025 1 Woche \| 1 \| The K’s \| Pretty on the Internet \| – \| \| 8. August 2025 – 14. August 2025 1 Woche \| 1 \| Reneé Rapp \| Bite Me \| – \| \| 15. August 2025 – 21. August 2025 1 Woche (insgesamt 3) \| 3 \| Oasis \| Time Flies … 1994–2009 \| – \| |                                                     |                                                     |                                                     | |
| ← 2024 |                                                     |                                                     |                                                     | |
| Zeitraum | Wo. ges.                                            | Interpret                                           | Titel                                               | Zusätzliche Informationen |
| (Zeitraum, Wochen auf Platz eins, Interpret, Titel, zusätzliche Informationen) |                                                     |                                                     |                                                     | |
| 27. Dezember 2024 – 2. Januar 2025 1 Woche (insgesamt 7) | 7                                                   | Michael Bublé                                       | Christmas                                           | – |
| 3. Januar 2025 – 9. Januar 2025 1 Woche (insgesamt 2) | 2                                                   | Ed Sheeran                                          | +−=÷× (Tour Collection)                             | – |
| 10. Januar 2025 – 16. Januar 2025 1 Woche | 1                                                   | Elton John                                          | Diamonds                                            | – |
| 17. Januar 2025 – 23. Januar 2025 1 Woche (insgesamt 2) | 2                                                   | Chappell Roan                                       | The Rise and Fall of a Midwest Princess             | – |
| 24. Januar 2025 – 30. Januar 2025 1 Woche | 1                                                   | Robbie Williams                                     | Better Man (Original Motion Picture Soundtrack)     | – |
| 31. Januar 2025 – 6. Februar 2025 1 Woche | 1                                                   | Central Cee                                         | Can’t Rush Greatness                                | – |
| 7. Februar 2025 – 13. Februar 2025 1 Woche | 1                                                   | The Weeknd                                          | Hurry Up Tomorrow                                   | – |
| 14. Februar 2025 – 20. Februar 2025 1 Woche | 1                                                   | Taylor Swift                                        | Lover (Live from Paris)                             | – |
| 21. Februar 2025 – 27. Februar 2025 1 Woche (insgesamt 5) | 5                                                   | Sabrina Carpenter                                   | Short n’ Sweet                                      | – |
| 28. Februar 2025 – 6. März 2025 1 Woche | 1                                                   | Sam Fender                                          | People Watching                                     | – |
| 7. März 2025 – 13. März 2025 1 Woche (insgesamt 5) | 5                                                   | Sabrina Carpenter                                   | Short n’ Sweet                                      | – |
| 14. März 2025 – 20. März 2025 1 Woche | 1                                                   | Lady Gaga                                           | Mayhem                                              | – |
| 21. März 2025 – 27. März 2025 1 Woche | 1                                                   | Playboi Carti                                       | Music                                               | – |
| 28. März 2025 – 3. April 2025 1 Woche | 1                                                   | The Lottery Winners                                 | Koko                                                | – |
| 4. April 2025 – 10. April 2025 1 Woche | 1                                                   | Mumford & Sons                                      | Rushmere                                            | – |
| 11. April 2025 – 17. April 2025 1 Woche | 1                                                   | Brandi Carlile & Elton John                         | Who Believes in Angels?                             | – |
| 18. April 2025 – 24. April 2025 1 Woche | 1                                                   | Those Damn Crows                                    | God Shaped Hole                                     | – |
| 25. April 2025 – 1. Mai 2025 1 Woche (insgesamt 11) | 11                                                  | Taylor Swift                                        | The Tortured Poets Department                       | – |
| 2. Mai 2025 – 8. Mai 2025 1 Woche | 1                                                   | Stereophonics                                       | Make ’Em Laugh, Make ’Em Cry, Make ’Em Wait         | – |
| 9. Mai 2025 – 15. Mai 2025 1 Woche | 1                                                   | Pink Floyd                                          | Pink Floyd at Pompeii – MCMLXXII                    | – |
| 16. Mai 2025 – 22. Mai 2025 1 Woche | 1                                                   | Sleep Token                                         | Even in Arcadia                                     | – |
| 23. Mai 2025 – 29. Mai 2025 1 Woche | 1                                                   | Morgan Wallen                                       | I’m the Problem                                     | – |
| 30. Mai 2025 – 5. Juni 2025 1 Woche (insgesamt 5) | 5                                                   | Sabrina Carpenter                                   | Short n’ Sweet                                      | – |
| 6. Juni 2025 – 12. Juni 2025 1 Woche (insgesamt 2) | 2                                                   | Ed Sheeran                                          | +−=÷× (Tour Collection)                             | – |
| 13. Juni 2025 – 19. Juni 2025 1 Woche | 1                                                   | Pulp                                                | More                                                | – |
| 20. Juni 2025 – 26. Juni 2025 1 Woche | 1                                                   | James Marriott                                      | Don’t Tell the Dog                                  | – |
| 27. Juni 2025 – 3. Juli 2025 1 Woche | 1                                                   | Yungblud                                            | Idols                                               | – |
| 4. Juli 2025 – 10. Juli 2025 1 Woche | 1                                                   | Lorde                                               | Virgin                                              | – |
| 11. Juli 2025 – 17. Juli 2025 1 Woche (insgesamt 3) | 3                                                   | Oasis                                               | Time Flies … 1994–2009                              | Das letzte Best-of-Album des Brüderduos kehrt nach 15 Jahren an die Spitze zurück, nachdem die Gallaghers ihr Wiedervereinigungskonzert gespielt haben. |
| 18. Juli 2025 – 24. Juli 2025 1 Woche | 1                                                   | Wet Leg                                             | Moisturizer                                         | – |
| 25. Juli 2025 – 31. Juli 2025 1 Woche | 1                                                   | Alex Warren                                         | You’ll Be Alright Kid (Chapter 1)                   | – |
| 1. August 2025 – 7. August 2025 1 Woche | 1                                                   | The K’s                                             | Pretty on the Internet                              | – |
| 8. August 2025 – 14. August 2025 1 Woche | 1                                                   | Reneé Rapp                                          | Bite Me                                             | – |
| 15. August 2025 – 21. August 2025 1 Woche (insgesamt 3) | 3                                                   | Oasis                                               | Time Flies … 1994–2009                              | – |